# هارولد آي. جونستون
هارولد آي. جونستون (بالإنجليزية: Harold I. Johnston)‏ هو عسكري أمريكي، ولد في 9 مارس 1892 في كانساس في الولايات المتحدة، وتوفي في 28 أغسطس 1949.